# Баталін Віктор Павлович
Віктор Павлович Баталін (рос. Виктор Баталин; * 18 січня 1940, Нальчик) — радянський футболіст.
Півзахисник, виступав за СКА (Львів) і «Карпати» (Львів).